# Theresa Berkley
Theresa Berkley ou Berkeley (falecida em setembro de 1836) foi uma dominatrix inglesa do século XIX que administrava um bordel em Hallam Street, na ponta oeste de Londres, especializado em flagelação. Ela é notável como a inventora do "chevalet" ou "Berkley Horse", um aparelho BDSM.

## Biografia

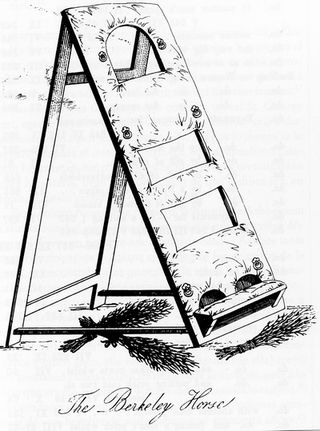
The Berkley Horse

Theresa Berkley dirigiu um bordel de flagelação de alta classe em 28 Charlotte Street(que é hoje 84-94 Hallam Street). Ela era uma "governanta", ou seja, ela se especializou em castigo, flagelação e coisas do gênero. Ela inventou o "Berkley Horse", um aparelho que supostamente lhe rendeu uma fortuna em açoitar homens e mulheres ricos da época.